# Ташо Гушев
Ташо Гушев – Маки (на гръцки: Τάσης Γουσόπουλος-Μάκης) е гръцки партизанин и деец на Народоосвободителния фронт.

## Биография
Роден е във воденското село Долно Граматиково през 1910 година. През 1941 година влиза в съпротивителното движение през Втората световна война. Участва в Гръцката гражданска война. През 1947 година е назначен за политически комисар на щабът на Демократичната армия на Гърция за планините Паяк и Каймакчалан, както и за политически комисар на осемнадесета бригада на ДАГ. Отделно е член на Главния комитет на НОФ и член на Председателството на организацията „Илинден“. Умира през 1996 година във Воден.